# Église Saint-Michel de La Voulte-sur-Rhône
 (novembre 2018).
L'église Saint-Michel est érigée dans la commune de La Voulte-sur-Rhône, département de l'Ardèche en région Auvergne-Rhône-Alpes.

## Historique
- 1954 : 4 489 habitants.
- 1962 : 5 537 habitants.
- 1968 : 5 978 habitants à La Voulte-sur-Rhône.

L’église paroissiale Saint-Vincent s’avère insuffisante avec le développement du quartier « Hannibal ». La construction d’une chapelle annexe est décidée dès 1965-1966. Un terrain est acheté puis la chapelle est édifiée dans la foulée. Elle ouvre au culte pour le 1er dimanche de l’avent 1967. Rapidement, elle devient un lieu de rassemblement pour des fidèles venant de l’ensemble du bassin de vie de La Voulte-sur-Rhône en particulier pour la messe anticipée du dimanche célébrée le samedi soir.
- 1994 : Les paroisses catholiques de Beauchastel, Charmes-sur-Rhône, Gilhac-et-Bruzac, La Voulte-sur-Rhône, Saint-Cierge-la-Serre, Saint-Georges-les-Bains et Saint-Laurent-du-Pape forment l’« ensemble inter-paroissial de La Voulte » (E.I.P.). La chapelle Saint-Michel trouve sa place dans cette structure en continuant d’accueillir les fidèles pour la messe du samedi soir.
- 2003 : Création de la paroisse « Saint-Michel du Rhône » par fusion des paroisses de l’« ensemble inter-paroissial » (1er janvier)[2]. La chapelle annexe de l’église paroissiale Saint-Vincent devient elle-même église paroissiale puisque « église centre » de la paroisse nouvelle. À ce titre elle accueille en particulier la célébration d’inauguration de cette structure présidée par Mgr François Blondel, évêque de Viviers[2].
- 2022 : Création de la paroisse « Saint-Nicolas du Rhône » autour de La Voulte-sur-Rhône par fusion et redéfinition des limites des paroisses « Saint-Jean du Pays de Privas », « Saint-François d'Ouvèze-Payre» et « Saint-Michel du Rhône »  [3].

## Description générale
L’église, de plan rectangulaire, a une nef. Son chevet est plat .
À l’intérieur la charpente apparente confère à la nef un aspect voûté. Elle est centrée par rapport au chœur. Son sous-sol est occupé notamment par des salles de réunion.

## Vocable
Saint Michel a été choisi comme patron pour l’édifice. Depuis les origines, il accueille des fidèles provenant du territoire formant l’actuelle paroisse nouvelle. Pour cette raison la paroisse nouvelle a pris ce vocable entre 2003 et 2022.

## Visite de l'édifice

### Le sanctuaire
Plusieurs éléments aux fonctions liturgiques précises : 
- le siège de présidence,
- la Croix du Christ,
- l’ambon,
- l’autel,
- le tabernacle disposé à droite de l'autel,

ont pris place à l'issue de la construction de l'église.

## Chronologie des curés

### 1967 - 1994
Un curé, aidé parfois d'un vicaire, a la charge de la paroisse dont le territoire correspond approximativement à celui de la commune. L’édifice n’est cependant qu’une annexe de l’église paroissiale Saint-Vincent.

### 1994 - 2003
Une équipe presbytérale dont les membres sont « curés in solidum » (responsables solidairement) a la charge de l’ «ensemble inter-paroissial de La Voulte ».

### 2003 - 2022
Avec la création de la paroisse Saint-Michel du Rhône, une équipe d’animation pastorale (E.A.P.) composée de laïcs en mission et de prêtres nommés « curés in solidum » a la charge de la paroisse nouvelle.

### Depuis 2022
Avec la création de la paroisse Saint-Nicolas du Rhône, une équipe d’animation pastorale (E.A.P.) composée de laïcs en mission et de prêtres nommés « curés in solidum » à la charge de la paroisse nouvelle.